# Kanton Baugy
Kanton Baugy (francouzsky Canton de Baugy) je francouzský kanton v departementu Cher v regionu Centre-Val de Loire. Tvoří ho 17 obcí.

## Obce kantonu
- Avord
- Baugy
- Bengy-sur-Craon
- Chassy
- Crosses
- Farges-en-Septaine
- Gron
- Jussy-Champagne
- Laverdines
- Moulins-sur-Yèvre
- Nohant-en-Goût
- Osmoy
- Saligny-le-Vif
- Savigny-en-Septaine
- Villabon
- Villequiers
- Vornay